# Сульпиция Руфа
Сульпи́ция Ру́фа (лат. Sulpicia; I век до н. э.) — древнеримская поэтесса периода Римской республики.

## Биография
Сульпиция жила в I веке до н. э. Она является единственной известной женщиной-поэтессой республиканского Рима.
Происходила из богатого патрицианского рода Сульпициев, была дочерью Сервия Сульпиция Руфа и Валерии, племянницы и воспитанницы Мессалы Корвина, состоя также членом его литературного кружка. О её жизни осталось мало сведений. Мессала активно помогал Сульпиции в распространении её стихов и получении славы. Считается, что она имела привилегии вместе с мужчинами и наравне с ними дискутировать относительно культурных и литературных направлений тогдашнего Рима.
Несколько её небольших стихотворений о любви к некому Керинфу сохранились в III книге Тибулла. Керинф является как псевдоним, как это было принято для использования писателям в то время. По некоторым предположениям, этим именем в стихах назван Марк Цецилий Корнут, один из мужей Сульпиции, хотя современные критики в большинстве своём не считают Керинфа какой-либо реальной фигурой. Обычно в книге Тибулла эти стихотворения помещаются под № 3.13-18.
Долгое время стихотворения рассматривались как одно неразрывное целое, а их автором считался сам Тибулл. Группе («Die römische Elegie», I, Лейпциг, 1838) первым высказал предположение, что здесь имеет место не один, а два цикла элегий, написанные разными поэтами; и там, и тут рассматривается роман Сульпиции и Керинфа, но с той разницей, что один раз он изображается как пережитый, а другой — как только продуманный. На рубеже XIX и XX веков было принято приписывать № 2—6 Тибуллу, а 7—13 — самой Сульпиции. Стихотворения её интересны в том отношении, что являются первым образчиком женской латыни. В первом из них (№ 7) она рассказывает про свою любовь к юноше, вероятно, низкого происхождения. Она любит его против воли матери, которая желала для неё другого жениха, а их свидания происходят тайно. Следующие стихотворения, согласно ЭСБЕ, «набросанные на скорую руку, как страницы дневника или записки, содержат страстные сердечные излияния и наивные признания».
До середины XX века Сульпиция считалась примечательной прежде всего как женщина-поэтесса, а не как автор вообще; её поэзия как таковая оценивалась невысоко. Первое исследование её поэзии, дистанцированное от пола, в котором была дана высокая оценка её таланту, выпустил в 1979 году итальянский исследователь Сантирокко. В XXI веке вокруг авторства Сульпиции велась полемика: учёный Томас Хаббард в своей работе 2004 года настаивал, что стихи Сульпиции слишком «рисковые», чтобы быть написанными женщиной того времени, тем более патрицианкой, а учёные Хабинек и Хольцберг утверждали, что по своей форме стихи слишком сложны, чтобы быть написанными женщиной. Против их аргументов выступила в 2006 году Элисон Кейт, а Хоулетт предполагает, что некоторые другие стихи из книги Тибулла также принадлежат Сульпиции.
Русский перевод стихотворений был выполнен Афанасием Фетом в «Стихотворениях Тибулла».